# Palermo Boulevard

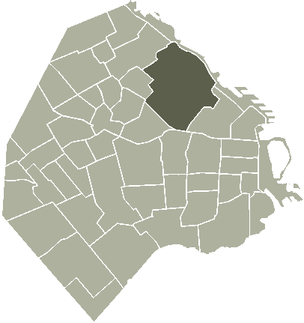
Plano de situación del barrio de Palermo.

Palermo Boulevard (también denominado Palermo Centro) es la denominación informal para referirse a una zona dentro del barrio de Palermo en la Ciudad de Buenos Aires.
Este barrio "no oficial" está ubicado por los dos lados de la Avenida Juan B. Justo entre el cruce de esta con la Avenida Córdoba y Santa Fe.
Allí se han construido (y se construyen) torres de alta categoría y hasta una clínica con helipuerto
El nombre de esta zona o barrio "no oficial" proviene de que el mismo tiene forma de boulevard, ya que solo se extiende por la Avenida Juan B. Justo, perteneciendo por ello únicamente al barrio de Palermo.